# Volby do Zastupitelstva města Karlovy Vary 2018
Volby do Zastupitelstva statutárního města Karlovy Vary se v roce 2018 konaly ve dnech 5.-6. října. V celkem 50 volebních okrscích odevzdalo své hlasy 14 111 oprávněných voličů. Volební účast ve městě dosáhla hodnoty 37,61 %. Vítězem se stalo hnutí ANO 2011 se 23,86 % hlasů. Druhou nejvyšší podporu získalo hnutí Karlovaráci (15,63 % hlasů). Dosavadní vládnoucí Karlovarská občanská alternativa skončila s 11,37 % na třetím místě. Do zastupitelstva se nedostala Česká strana sociálně demokratická, která do těchto voleb byla v zastupitelstvu tradičně zastoupena.

## Volební kampaň
Velká část stran prosazovala ve volební kampani úpravy veřejného prostranství, rekonstrukce komunikací a chodníků, snahy o zabránění odlivu obyvatel z města nebo také podporu lázeňství a cestovnímu ruchu. Jedním ze stěžejních témat se stala rekonstrukce pece místního krematoria. Médii rezonavala nejčastěji témata týkající se zavedení MHD zdarma nebo jejího zlevnění, které prosazovalo hnutí ANO 2011 a Karlovaráci. Karlovaráci podporovali mimo jiné zavedení příspěvku pro žáky prvních tříd na školní pomůcky ve výši tisíc korun nebo také vznik senior pointu, který by napomáhal seniorům vyřizovat úřední záležitosti. ODS s podporou Strany soukromníků měla v programu uvedeno rozšiřování zeleně. Volební program hnutí Krásné Karlovy Vary se opíral především o výstavbu aquaparku, ale také o vybudování dalších lanových drah nebo revitalizaci městských rybníků. Významným tématem byla Vřídelní kolonáda. Ve volbách kandidovalo hnutí Kolonáda - Hnutí patriotů, které požadovalo demolici současné kolonády a její nahrazení litinovou replikou podle architektů Fellnera a Helmera.

## Výsledky voleb
| Číslo | Volební strana                                                  | Lídr/yně                | Počet hlasů | Hlasy v % | Mandáty | Bilance |
| ----- | --------------------------------------------------------------- | ----------------------- | ----------- | --------- | ------- | ------- |
| 1     | Hnutí O co jim jde?!                                            | Otmar Homolka           | 17 378      | 3,81      | —       | ▼ -2    |
| 2     | Změna pro Karlovy Vary za podpory Občanské konzervativní strany | Karel Ivan              | 6 394       | 1,40      | —       | —       |
| 3     | Komunistická strana Čech a Moravy                               | Martin Mareš            | 12 120      | 5,07      | 2       | ▼ -1    |
| 4     | KRÁSNÉ KARLOVY VARY                                             | Petr Prokop             | 10 723      | 2,35      | —       | —       |
| 5     | Česká strana sociálně demokratická                              | Radomíra Poláčková      | 13 033      | 2,86      | —       | ▼ -5    |
| 6     | Svoboda a přímá demokracie – Tomio Okamura                      | Jaroslav Biskup         | 22 485      | 4,93      | —       | —       |
| 7     | PRO Zdraví a Sport                                              | Čestmír Bruštík         | 9 473       | 2,08      | —       | —       |
| 8     | Česká pirátská strana                                           | Jindřich Čermák         | 45 500      | 9,97      | 5       | ▲ +5    |
| 9     | Karlovaráci                                                     | Josef März              | 71 318      | 15,63     | 8       | ▲ +3    |
| 10    | ZVOLITELNÍ - koalice (KDU-ČSL, Svobodní, Zelení)                | Jan Klíma               | 10 259      | 2,25      | —       | ▼ -1    |
| 11    | KOLONÁDA - HNUTÍ PATRIOTŮ                                       | Alexander Mikoláš       | 14 217      | 3,12      | —       | —       |
| 12    | Karlovarská občanská alternativa                                | Petr Kulhánek           | 51 870      | 11,37     | 5       | ▼ -4    |
| 13    | STAN a TOP09                                                    | Jiří Brož               | 16 294      | 3,57      | —       | —       |
| 14    | ODS s podporou Strany soukromníků ČR a Mladých konzervativců    | Petr Bursík             | 35 401      | 7,76      | 3       | ▲ +1    |
| 15    | ANO 2011                                                        | Andrea Pfeffer Ferklová | 108 878     | 23,86     | 12      | ▲ +6    |

## Povolební uspořádání
Vítězné ANO 2011 utvořilo dne 15. října 2018 koalici s hnutím Karlovaráci a s ODS. Koalice čítá 23 zastupitelů. Primátorkou města se stala lídryně hnutí ANO 2011, bývalá ředitelka hotelu Grandhotelu Pupp, Andrea Pfeffer Ferklová, která získala na starosti také ekonomiku města a cestovní ruch. Jako hlavní priority koalice označila primátorka rozpočet města na rok 2019 a obnovu krematoria. Rada města byla zmenšena z 11 na 9 radních. ANO 2011 je zastoupeno 5 radními, 3 radní získali Karlovaráci a jedním radním disponuje ODS. V opozici zůstala Karlovarská občanská alternativa, Česká pirátská strana a KSČM.
| ANO · ANO · ANO · ANO · ANO · ANO · ANO · ANO · ANO · ANO · ANO · ANO | Karlovaráci · Karlovaráci · Karlovaráci · Karlovaráci · Karlovaráci · Karlovaráci · Karlovaráci · Karlovaráci | ODS · ODS · ODS | KOA · KOA · KOA · KOA · KOA | Piráti · Piráti · Piráti · Piráti · Piráti | KSČM · KSČM |